# Stieltjeskanaal

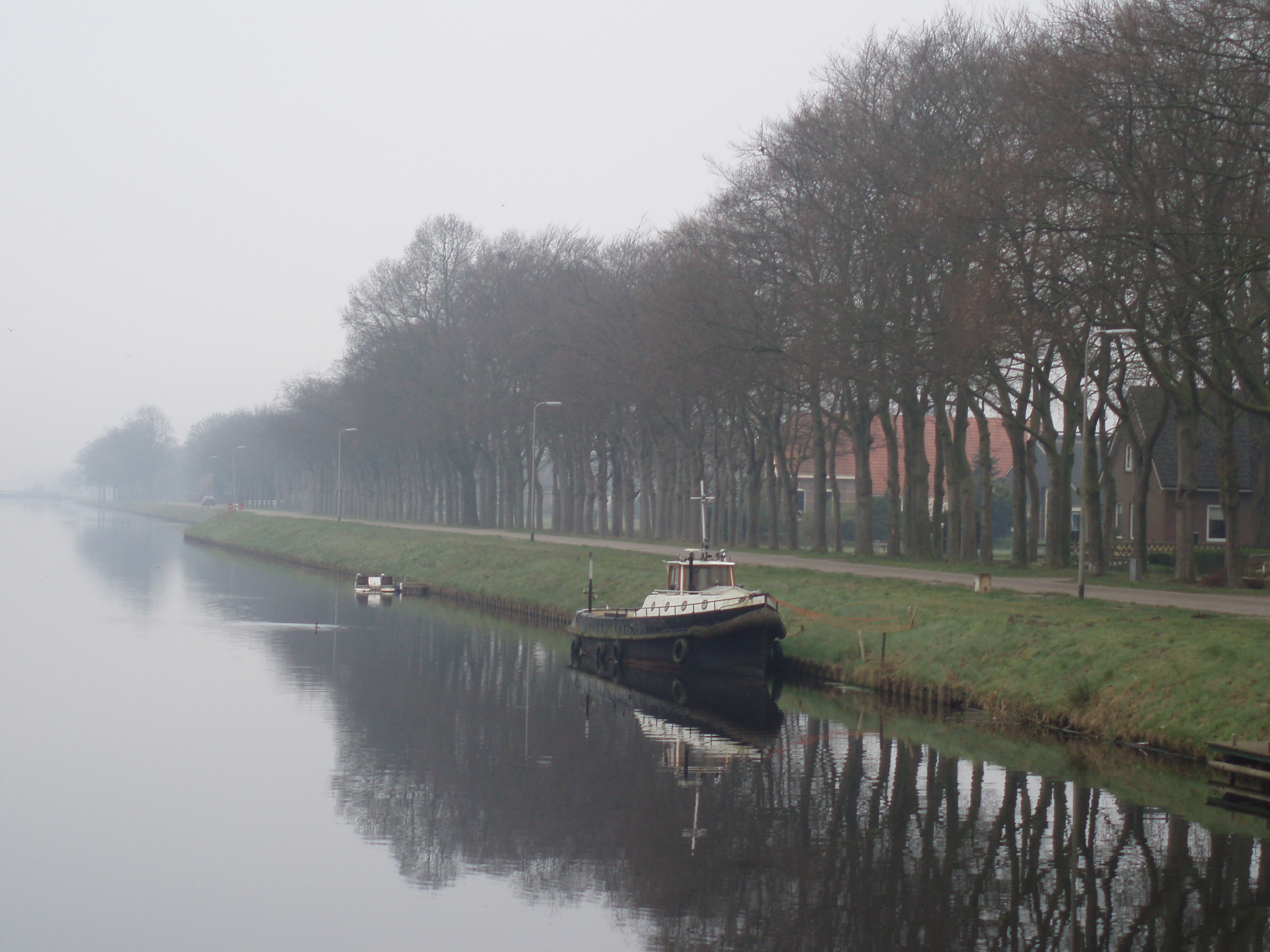
Kanal im Morgennebel

Der Stieltjeskanaal (im drenter Dialekt Stieltieskanaol) in der niederländischen Provinz Drenthe verbindet den Coevorden-Piccardie-Kanal mit der Hoogeveenschen Vaart, einem weiteren Kanal im niederländischen Nieuw-Amsterdam bei Emmen. Er wurde zwischen 1880 und 1884 angelegt und nach Thomas Johannes Stieltjes benannt. Die Kanalstrecke verläuft von Coevorden aus in nordöstlicher Richtung durch Zandpol nach Nieuw-Amsterdam und ist 12,9 km lang.